# Kobela
Ne doit pas être confondu avec Kobéla.
Kobela est un petit bourg de la commune d'Antsla, situé dans le comté de Võru en Estonie. En 2019, la population s'élevait à 331 habitants.